# Ахмадабад
Ахмадаба́д (гудж. અમદાવાદ — Amdāvād, англ. Ahmedabad, хинди अहमदाबाद — Ahmadābād, урду احمد آباد‎) — город на западе Индии, самый большой город штата Гуджарат, один из пяти крупнейших в Индии с населением в 5,8 миллионов жителей, образующий седьмую по величине городскую агломерацию с населением 6,3 миллиона человек. Расположен на берегах реки Сабармати в 30 км от столицы штата — города Гандинагар. Является административным центром округа Ахмадабад.
В период с 1960 по 1970 Ахмадабад был столицей штата Гуджарат, после чего столицей стал Гандинагар. Город иногда называют Карнавати в честь его предшественника на этом месте. Город был основан в 1411 и служил столицей гуджаратских султанов и был назван в честь одного из султанов, Ахмад-шаха.
В городе процветает текстильная промышленность, в связи с чем его иногда называют «Манчестер Востока». Город был в авангарде борьбы за независимость Индии, в котором в первой половине XX века происходили акции гражданского неповиновения.
С созданием штата Гуджарат, Ахмадабад преобразился из города лачуг и палаток в научно-образовательный, коммерческий и культурный центр штата с возвышающимися небоскрёбами и торговыми центрами.

## История Ахмадабада
Археологические находки свидетельствуют, что территория города была заселена с XI века, когда возник город Ашавал. В это самое время, соланкийский правитель Анхилвара, Карандев I, вёл успешную войну против бхильского царя Ашавала. Вскоре после победы, Каранвед I основал на месте Ашавала город Карнавати на берегах Сабармати на месте современного Ахмадабада. В XIII веке город и весь Гуджарат перешёл под власть Делийского султаната.
В 1411 году Музаффариды основали Гуджаратский султанат. Согласно традиции, султан Ахмад-шах, введя кампанию на берегах реки Сабармати, увидел, как кролик преследует овчарку, и, вдохновлённый этим, султан решил основать свою столицу на этом месте. В 1487 году, Махмуд Бегада, внук Ахмеда Шаха, укрепил город внешней стеной в 10 км с 12 вратами, 189 бастионами и 6000 бойницами. Ахмадабад был под властью Музаффидов до 1573 года, когда последний султан Гуджарата, Музаффар II пал в борьбе с могольским султаном Акбаром Великим.

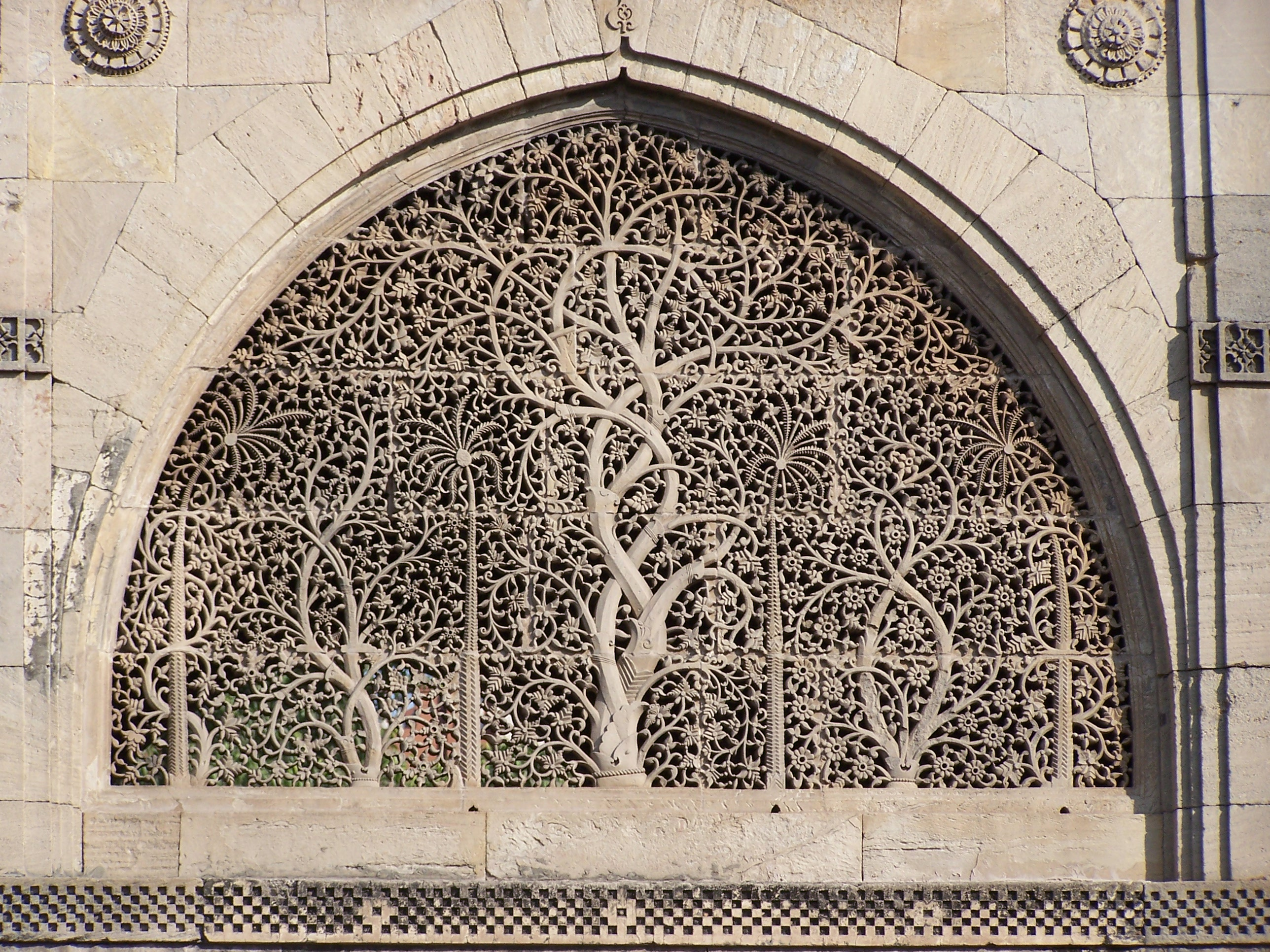
Резные каменные решетки мечети Сиди Саид

Во время Могольского правления, Ахмадабад стал одним из оживлённых торговых центров Империи, специализируясь на текстиле, экспортируя его вплоть до Европы. Султан Шах-Джахан провёл большую часть своей жизни в Ахмадабаде, поддерживая строительство Моти Шани Махал в районе Шахибауг. Армии маратхских генералов Рагхунатха Рао и Дамаджи Гаеквада захватили город, положив конец могольскому правлению. Голод 1630 года и постоянные стычки между армиями Пешвы и Гаеквада уничтожили многие городские районы, что заставило большую часть население оставить Ахмадабад.
Британская Ост-Индская компания взяла город под свой контроль в 1818 году. Военный контингент был расквартирован в 1824 г., а в 1858 было учреждено городское правление. В 1864 г. железная дорога связала Ахмадабад и Бомбей, благодаря чему город стал крупным железнодорожным узлом между северной и южной частями Индии. В XIX веке город наводнили жители сельской местности, пришедших в Ахмадабад в поисках работы на текстильных фабриках.

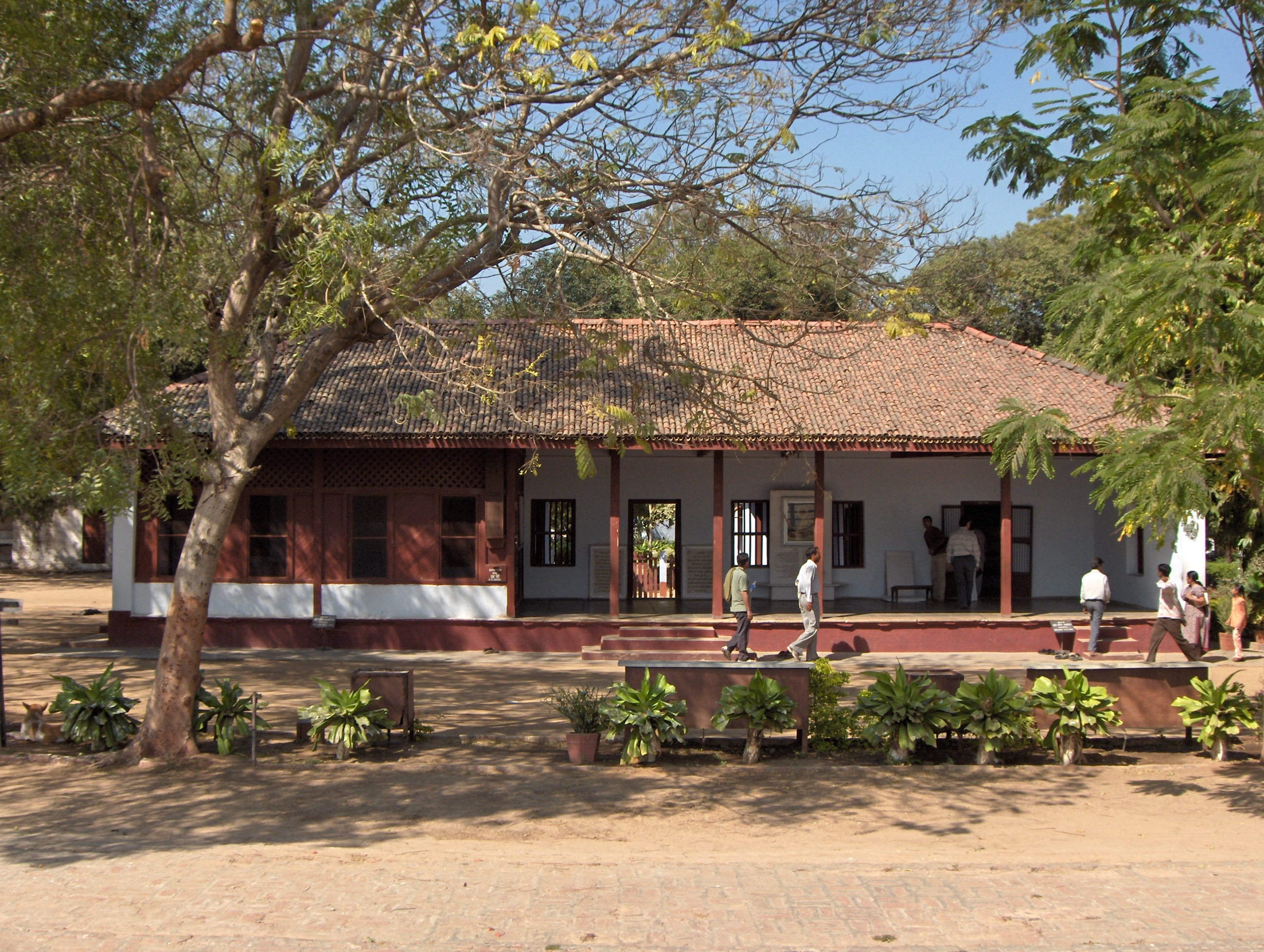
Сабармати Ашрам Махатмы Ганди

Движение за Независимость Индии пустило глубокие корни в городе, когда Махатма Ганди организовал две из своих резиденций Кочраб Ашрам в 1915 и Сатяграха Ашрам в 1917, которым было суждено стать центрами индийского национального движения. Во время массовых демонстраций против Закона Роулатта в 1919 г., рабочие текстильных фабрик сожгли 51 административное здание по всему городу в знак протеста против попытки колониальных властей расширить ограничения военного времени после Первой мировой войны. В 20-е годы XX века, текстильные рабочие и учителя продолжали выходить на забастовки, требуя гражданских прав, лучшей зарплаты и приемлемых условий работы. В 1930 г. Ганди организовал Соляной поход на Данди, а в 1942 г. началась Всеиндийская забастовка, требовавшая немедленной независимости. В процессе раздела Британской Индии в 1947 году в городе прокатилась волна погромов между индусами и мусульманами. Ахмадабад стал столицей только образованного штата Гуджарат путём дробления провинции Бомбей 1 мая 1960. В течение этого периода, значительное количество образовательных и научных институтов были основаны в городе, сделав его центром высшего образования, науки и технологии. В город пришли такие виды промышленности как тяжелая и химическая. В последующие два десятилетия рост был приостановлен из-за политического накала, вызванного требованиями против социальной несправедливости и коррупции. Вследствие чего, в городе и окрестностях происходили межкастовые стачки.

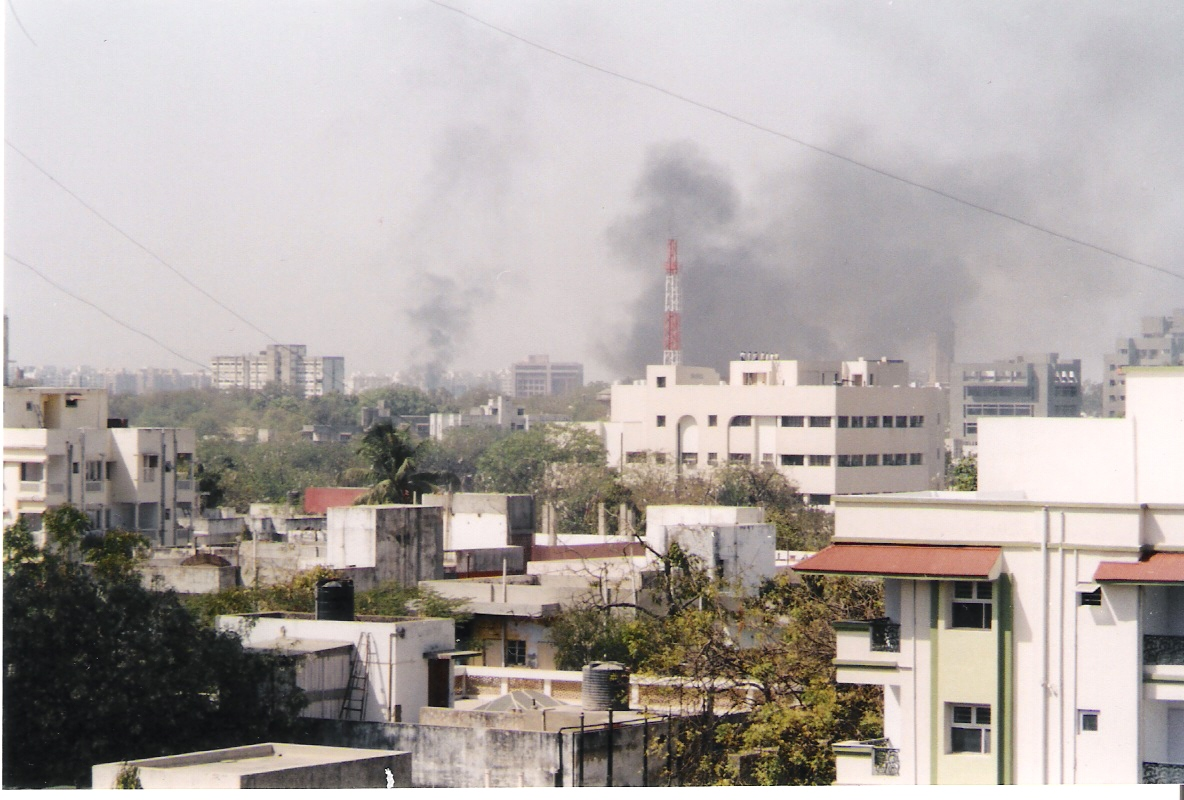
Погромы в Ахмадабаде

26 января 2001 разрушительное землетрясение стало причиной обрушения 50 многоэтажных зданий, гибели 752 человек и ущерба городской инфраструктуре. 2002 год был отмечен в городе и штате серией погромов мусульман, поводом к которому стал поджог пассажирского поезда с индуистскими паломниками возле станции Годхра (Гуджаратский погром). В результате погромов погибли 1044 человек с обеих сторон. Бегство тысяч мусульман из города привело к созданию палаточных городков в окрестностях Ахмадабада.
В последние годы эффекты от глобализации и либерализации индийской экономики продвигают развитие города к новым вершинам. Вследствие чего, неуклонно растёт население и возводятся новые жилые кварталы. В ходе этого бурного развития начинает ощущаться нехватка в энергетических и водных ресурсах.

## География и климат

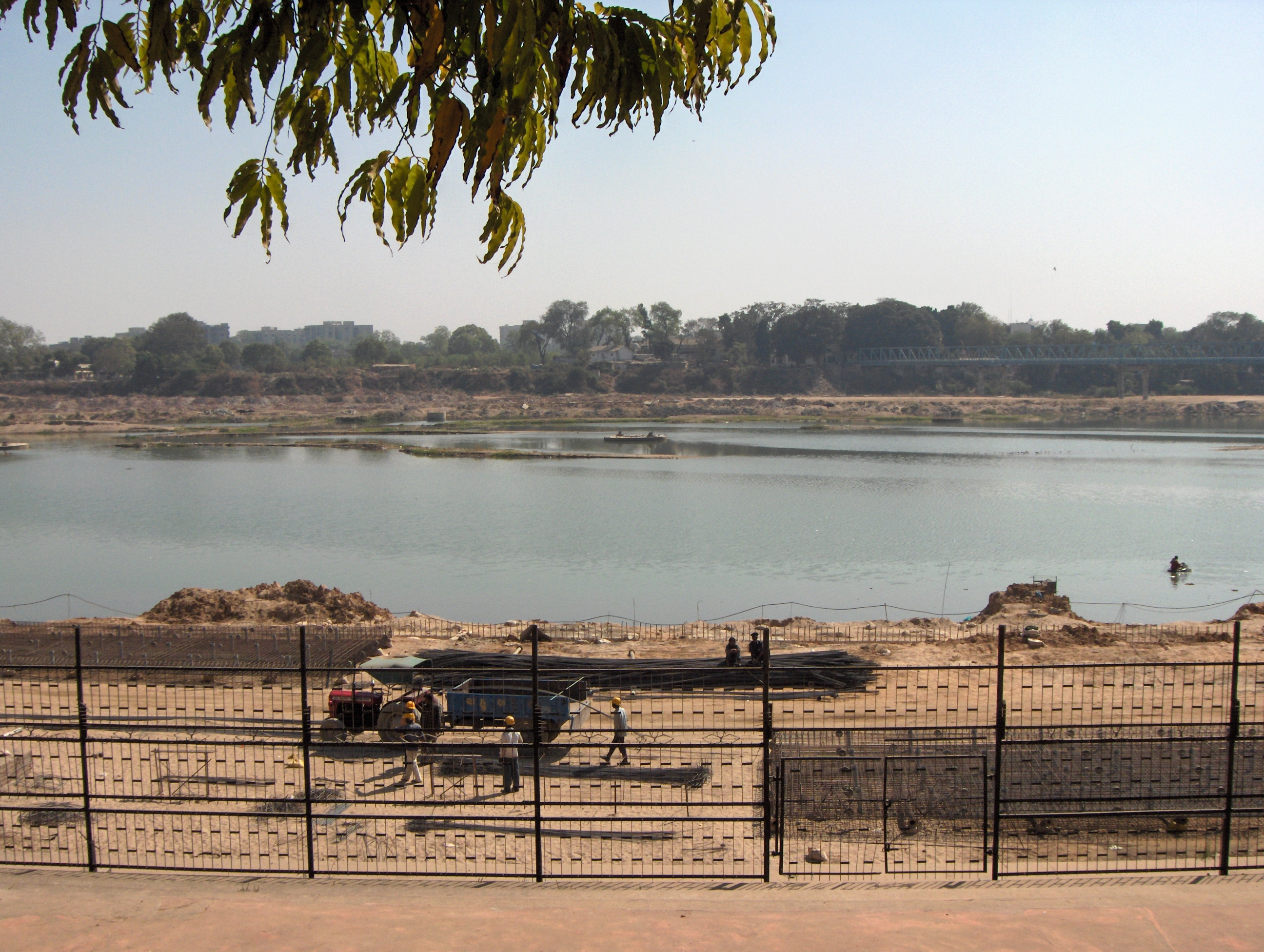
Сабармати

Ахмадабад расположен на западе Индии на высоте 53 метров над уровнем моря. Город раскинулся на берегах реки Сабармати в центральной части штата Гуджарат. Площадь Ахмадабада составляет 205 кв.км. Река Сабармати летом часто пересыхает, оставляя узкий поток. Город расположен в песчаной и засушливой местности. Местность и дороги часто засыпаются песком, вследствие массовой вырубки лесов и т. д. Продолжающееся расширение маршевых почв Куческого Ранна угрожает усилить опустынивание как в городской черте, так и во всём штате. За исключением холмов Тхалтедж-Джодхпур Текра, город почти плоский. В черте города находятся два озера: Канкария и Вастрапур. Озеро Канкария была вырыто по приказу гуджаратского султана Кутб-д-Дин Ахмед Шаха II в 1451.
| Показатель                    | Янв. | Фев. | Март | Апр. | Май  | Июнь | Июль  | Авг.  | Сен.  | Окт. | Нояб. | Дек. | Год   |
| ----------------------------- | ---- | ---- | ---- | ---- | ---- | ---- | ----- | ----- | ----- | ---- | ----- | ---- | ----- |
| Абсолютный максимум, °C       | 33   | 38   | 41   | 46   | 47   | 45   | 39    | 39    | 42    | 40   | 38    | 32   | 47    |
| Средний суточный максимум, °C | 28,7 | 31,0 | 35,9 | 39,5 | 41,4 | 38,5 | 33,5  | 32,0  | 33,5  | 35,8 | 33,2  | 29,9 | 34,4  |
| Средняя температура, °C       | 20,9 | 22,9 | 27,7 | 31,5 | 33,8 | 32,9 | 29,6  | 28,4  | 29,0  | 28,8 | 25,4  | 22,0 | 27,7  |
| Средний суточный минимум, °C  | 13,1 | 14,8 | 19,4 | 23,5 | 26,3 | 27,2 | 25,7  | 24,9  | 24,4  | 21,9 | 17,5  | 14,1 | 21,1  |
| Абсолютный минимум, °C        | 7    | 6    | 10   | 18   | 18   | 22   | 22    | 21    | 20    | 13   | 10    | 5    | 5     |
| Норма осадков, мм             | 2,1  | 1,2  | 1,1  | 1,9  | 9,1  | 97,4 | 309,8 | 213,8 | 126,6 | 13,5 | 6,1   | 1,7  | 784,3 |
| Источник: BBC Weather,        |      |      |      |      |      |      |       |       |       |      |       |      |       |

## Население
Изменение численности населения
Ахмадабад 5-й по величине город Индии, образующий 7-ю по численности населения городскую агломерацию страны. Согласно данным переписи населения 2011 года население Ахмеадабад составило 6 352 254 человек. Уровень грамотности — 89,62 %; 93,96 % — среди мужчин и 84,81 % — среди женщин. Соотношение полов — 897 женщин к 1000 мужчин. Около 440 000 человек живёт в трущобах. Большинство жителей города — гуджаратцы. Около 7 % населения составляют мусульмане.
В 2010 году журнал Forbes признал Ахмадабад самым быстрорастущим городом Индии и третьим в мире после китайских городов Ченду и Чунцин. Согласно данным Национального бюро уголовной статистики за 2003 год, Ахмадабад являлся городом с наименьшим уровнем преступности среди 35 городов Индии с населением более 1 миллиона человек. В декабре 2011 года маркетинговое бюро IMRB объявило Ахмадабад лучшим городом для жизни среди других мегаполисов Индии.

## Транспорт
Международный аэропорт имени Сардара Валлаббхай Патела расположен примерно в 15 км от центра города и в 8 км от железнодорожного вокзала. Это самый загруженный аэропорт Гуджарата и восьмой самый загруженный в стране. Осуществляет как местные рейсы в большинство крупных городов страны, так и международные рейсы в Дубай, Маскат, Сингапур и др. города.
Ахмадабад находится в западной зоне Индийских железных дорог, город соединён железными дорогами со всеми крупными городами севера страны. Национальный хайвэй № 8 соединяет город с Дели и с Бомбеем. Хайвэй № 8С соединяет его в Гантхинагаром; экспрессвэй № 1 соединяет Ахмадабад с Вадодарой (94 км).
Метрополитен Ахмадабада строится с 2015 года, 4 марта 2019 открыт первый участок 1 линии, 6 станций, длина 6,5 км.

## Экономика
Валовой внутренний продукт Ахмадабада в 2014 году оценивался в размере 64 млрд долларов. По данным Резервного банка Индии в июне 2012 году город занимал седьмое место по финансовым показателям. В XIX веке лёгкая промышленность Ахмадабада получила значительные инвестиции, в результате чего 30 мая 1861 года была основана первая в Индии текстильная фабрика, вслед за которой появились и другие предприятия этой отрасли. К 1905 году в городе насчитывалось 33 текстильных фабрики. Во время Первой мировой войны лёгкая промышленность получила дополнительный импульс развития благодаря движению Махатмы Ганди, направленному на популяризацию товаров, созданных в пределах Индии.
Ахмадабад является крупнейшим в Индии поставщиком хлопчатобумажной ткани и одним из крупнейших экспортёров драгоценных камней и ювелирной продукции. Важную роль в экономике также играет автомобильная промышленность: в городе действует завод Tata Motors, планируют открыть производства компании Ford и Suzuki, к строительству завода приступила компания Peugeot.
Ахмадабадская биржа, расположенная в районе Амбавади, является второй старейшей биржей Индии. Две крупнейшие индийские фармацевтические компании: Zydus Cadila и Torrent Pharmaceuticals — также расположены в городе. Здесь находятся главные офисы группы Nirma, занимающейся производством моющих средств и химических компонентов, и Adani Group, международной торговой и девелоперской компании. Активно развивается индустрия информационных технологий: по данным исследования NASSCOM 2002 года Ахмадабад занимал пятое место среди девяти крупнейших IT-центров.

## Достопримечательности
- Мечеть Сиди-Башир
- Сабармати Ашрам
- Подземная картинная галерея Амдавад ни Гуфа #[30]